# فلافي
فلافي (بالإنكليزية: Fluffy) شخصية خيالية لكلب عملاق ثلاثي الرؤوس في سلسلة هاري بوتر للمؤلفة البريطانية ج. ك. رولنغ، يملكه روبياس هاغريد ويعتبره كلباً رقيقاً ولطيفاً بالرغم من كونه وحشاً عملاقاً ومفترساً. استخدمه ألباس دمبلدور في حراسة حجر الفلاسفة بعد نقله إلى مدرسة هوغوورتس إثر محاولة السرقة الفاشلة التي تعرض لها الحجر في بنك غرينغوتس. ينام فلافي بعمق عِند عزف الموسيقى له، وتُعد هذه نقطة ضعفه الأخطر، التي استخدمها هاري بوتر ورفيقاه رون ويزلي وهيرمايني غرينجر لعبور الباب الذي يحرسه، كما استخدمها قبلهم كويرينس كويريل ولورد فولدمورت الذي كان يحتل جسده. حاول سيفروس سنيب اجتياز فلافي لكنه تعرض لعضة خطيرة منه.